# Communauté d'agglomération du Grand Angoulême
Ne doit pas être confondue avec GrandAngoulême, qui malgré un nom similaire, la remplace en 2017.
La communauté d'agglomération du Grand Angoulême (ou ComAGA) est une ancienne communauté d'agglomération française, située dans le département de la Charente, en région Nouvelle-Aquitaine.
Elle correspondait à l'agglomération proprement dite. En 2017, elle est remplacée par Grand Angoulême qui recouvre une plus grande étendue.

## Historique
En décembre 1989,  le District du Grand Angoulême est créé à partir du Syndicat intercommunal du Grand Angoulême (SIGA) .
L'agglomération passe de 13 communes à 15 communes[Lesquels ?] en janvier 1996. Saint-Saturnin remplace Trois-Palis[réf. nécessaire].
Transformation du District du Grand Angoulême en Communauté d'agglomération du Grand Angoulême (COMAGA) le 1er janvier 2000.
Entre 1990 et 1999, la population a évolué annuellement de +0,08 % (-0,08 % pour le département)[réf. nécessaire], et entre 1999 et 2006: + 1,09 %.
Au recensement de 2007, la ComAGA rassemble 104 638 habitants, ce qui la confortait au troisième rang régional en Poitou-Charentes, peu derrière la communauté d'agglomération de La Rochelle et la communauté d'agglomération de Poitiers mais devant la communauté d'agglomération de Niort.
Transformation du nom de ComAGA en GrandAngoulême en février 2010,.
- Superficie : 2,85 % du département de la Charente
- Population : 29,83 % du département de la Charente

La commune de Mornac rejoint le Grand-Angoulême le 2 janvier 2012. Celle-ci compte alors 16 communes.
Le 1er janvier 2017, elle fusionne avec les communautés de communes de Braconne et Charente (7 communes), Charente-Boëme-Charraud (8 communes) et Vallée de l'Échelle (7 communes) pour former une nouvelle structure reprenant le nom Grand Angoulême, composée de 38 communes.

## Administration
- Régime fiscal (au 01/01/2005) : Taxe professionnelle Unique (TPU)

### Liste des présidents
| Période    | Période       | Identité            | Étiquette | Qualité              |
| ---------- | ------------- | ------------------- | --------- | -------------------- |
| ?          | avril 2014    | Philippe Lavaud     | PS        | Maire d'Angoulême    |
| avril 2014 | décembre 2016 | Jean-François Dauré | PS        | Maire de La Couronne |

### Siège
25, boulevard Besson Bey - B.P 357, 16000 Angoulême.

### Procédures et dispositifs contractuels
- Le Conseil de développement de la communauté d'agglomération a été créé en octobre 2002.

L'agglomération met en œuvre son projet de territoire au travers :
- un contrat d'agglomération signé entre la communauté d'agglomération, l'État, la Région et le Département le 24 juin 2005.
- un contrat de territoire urbain (CTU) (2004-2006) adopté par la Commission permanente du conseil régional le 27 février 2004.
- un contrat de ville (2000-2006) a été signé le 5 décembre 2000 sur le territoire des 15 communes de la communauté d’agglomération. Il a été conclu entre celle-ci, l'État, le conseil régional de Poitou-Charentes, le conseil général de la Charente, la Caisse d'allocations familiales (CAF), le Fonds d'aide et de soutien pour l'intégration et la lutte contre les discriminations (FASILD) et la Caisse des dépôts et consignations (CDC), l’office départemental HLM, l’Offices publics d'aménagement et de construction (OPAC) Angoumois et la SA HLM Le Foyer.
Les quartiers concernés sont[6]. :
  - Champ de Manœuvre (ZUS et ZRU) sur la commune de Soyaux ;
  - Basseau, la Grande-Garenne (ZUS et ZRU) ;
  - Bel-Air, la Grand-Font (ZUS) et Ma Campagne (ZUS) à Angoulême.

### Composition
Elle regroupait 16 communes le 1er janvier 2016 :
En termes de cantons, elle regroupe les trois cantons d'Angoulême (Canton d'Angoulême-1, Canton d'Angoulême-2 et Canton d'Angoulême-3), le Canton de la Couronne, et partiellement les cantons de Gond-Pontouvre, Canton de Touvre-et-Braconne et Canton de Val de Nouère. C'est aussi l'unité urbaine d'Angoulême définie par l'Insee, à deux communes près (Balzac, Vœuil-et-Giget et Trois-Palis en moins, Saint-Saturnin en plus).
| Nom                       | Code Insee | Gentilé                                | Superficie (km2) | Population (dernière pop. légale) | Densité (hab./km2) |
| ------------------------- | ---------- | -------------------------------------- | ---------------- | --------------------------------- | ------------------ |
| Angoulême (siège)         | 16015      | Angoumoisins                           | 21,85            | 41 955 (2014)                     | 1 920              |
| La Couronne               | 16113      | Couronnais                             | 28,82            | 7 636 (2014)                      | 265                |
| Fléac                     | 16138      | Fléacois                               | 12,60            | 3 682 (2014)                      | 292                |
| Gond-Pontouvre            | 16154      | Gonpontolviens                         | 7,45             | 5 907 (2014)                      | 793                |
| L'Isle-d'Espagnac         | 16166      | Spaniaciens                            | 5,95             | 5 412 (2014)                      | 910                |
| Linars                    | 16187      | Linarsais                              | 5,97             | 2 092 (2014)                      | 350                |
| Magnac-sur-Touvre         | 16199      | Magnacois                              | 7,82             | 3 074 (2014)                      | 393                |
| Mornac                    | 16232      | Mornacois                              | 23,48            | 2 176 (2014)                      | 93                 |
| Nersac                    | 16244      | Nersacais                              | 9,24             | 2 426 (2014)                      | 263                |
| Puymoyen                  | 16271      | Puymoyenais                            | 7,26             | 2 403 (2014)                      | 331                |
| Ruelle-sur-Touvre         | 16291      | Ruellois                               | 10,66            | 7 292 (2014)                      | 684                |
| Saint-Michel              | 16341      | Saint-Michaéliens ou Saint-Mickaëliens | 2,46             | 3 261 (2014)                      | 1 326              |
| Saint-Saturnin            | 16348      | Saturniniens                           | 13,38            | 1 293 (2014)                      | 97                 |
| Saint-Yrieix-sur-Charente | 16358      | Arédiens                               | 14,65            | 7 210 (2014)                      | 492                |
| Soyaux                    | 16374      | Sojaldiciens                           | 12,76            | 9 322 (2014)                      | 731                |
| Touvre                    | 16385      | Tolvériens                             | 9,06             | 1 230 (2014)                      | 136                |

## Démographie
| 1999    | 2006    | 2010    | 2012    | 2013    | 2014    |
| ------- | ------- | ------- | ------- | ------- | ------- |
| 102 368 | 103 501 | 105 421 | 106 353 | 106 143 | 106 371 |

## Logos

Logo de la Communauté d'agglomération du Grand Angoulême de 2000 à 2010.
Logo de la Communauté d'agglomération du Grand Angoulême depuis 2010.